# Pódium Kabaré
A Pódium Kabaré az egykori Vidám Színház helyiségében, a mai Radnóti Miklós Színház épületében, Budapest VI., Nagymező utca 11. szám alatt működött 1945 és 1949 között, Pethes Sándor és Békeffy Gábor vezetésével.

## Története
A második világháború miatt még romos Budapesten 1945. március 27-én nyílt meg. A kabaréalapító Békeffi Gábor célja a nyíltan politizáló édesapja, Békeffi László két világháború közötti Pódium Írók Kabaréjának folytatása volt. Már a második műsort Kellér Dezső konferálta. 1947-ben, miután Békeffi Gábor elhagyta az országot, Ascher Oszkár lett az igazgató. 1947–1949 között Nóti Károly volt a Pódium Kabaré dramaturgja, akinek számos jelenetét mutatták be.
Néhány műsorcím: Szájkosár nélkül – Balra át! (1945); Le az álarccal! – Köztünk maradjon – Búcsú a pengőtől – Nebánts-világ (1946); Nem engedünk a 48-ból! – Most vagy soha! (1948).
A Pódium Kabaré 1949-ben a színházak államosításakor szűnt meg. Helyén később (1955–57 között) az Állami Faluszínház fővárosi bemutatószínháza, majd 1957 őszétől az Irodalmi Színpad kezdte meg működését. 1976. október 4-én már Radnóti Színpad néven nyílt meg a felújított színház, 1988-tól Radnóti Miklós Színház a társulat neve.

## A társulat tagjai
- Andai Béla
- Ascher Oszkár
- Bárczy Kató
- Boross Géza
- Dénes György
- Déry Sári
- Fekete Pál
- Feleki Kamill
- Fellegi Teri
- Gyimesi Pálma
- Haraszti Mici
- Herczeg Jenő
- Kiss Manyi
- Kollár Béla
- Komlós Vilmos
- Kondor Ibolya
- Ladomerszky Margit
- Lengyel Gizi
- Major Ida
- Orbók Endre
- Peti Sándor
- Pongrácz Imre
- Rátonyi Róbert
- Szántó Klára
- Verebes Károly